# Trirhithrum nigerrimum
Trirhithrum nigerrimum är en tvåvingeart som först beskrevs av Mario Bezzi 1913.  Trirhithrum nigerrimum ingår i släktet Trirhithrum och familjen borrflugor. Inga underarter finns listade i Catalogue of Life.